# Elecciones presidenciales de Uzbekistán de 1991
Las elecciones presidenciales de Uzbekistán de 1991 tuvieron lugar el 29 de diciembre del mencionado año, al mismo tiempo que un referéndum para ratificar la independencia del país respecto de la Unión Soviética (a pesar de que esta ya se había proclamado) luego de su disolución cuatro días antes de la votación. Se trató de la primera votación realizada después de la independencia, así como de las segundas elecciones presidenciales y las primeras por medio de voto directo.
El presidente Islom Karimov, que había ejercido como gobernante de Uzbekistán desde 1989 como último Primer Secretario del Partido Comunista local y presidente desde 1990, se presentó como candidato para un mandato completo con el respaldo del Partido Democrático Popular de Uzbekistán (XDP), formación sucesora del Partido Comunista. Los grupos opositores demócratas e islamistas enfrentaron una fuerte represión y a dos de sus potenciales candidatos, Abdurakhim Pulatov del partido Unidad y Abdullah Utayev del Partido del Renacimiento Islámico, se les impidió presentarse por la aplicación de requisitos que fueron denunciados como arbitrarios e injustos. Finalmente, el Partido Democrático de la Libertad pudo postular al escritor Mohamed Solih, un destacado disidente antisoviético y activista por la democracia.
A pesar de la presencia de un candidato opositor, la campaña se caracterizó por un ambiente inclinado a favorecer al titular. El oficialismo tuvo a su disposición los recursos del Estado y el control sobre la mayoría de los medios de comunicación, e hizo uso del aparato de seguridad para intimidar y acosar a los activistas opositores. Karimov centró su campaña en la soberanía, la paz y el «renacimiento nacional» de Uzbekistán, presentándose a sí mismo como un hombre fuerte que preservaría el orden para superar la crisis de poder posterior al colapso del Estado soviético. Por su parte, Solih enfocó su discurso en la defensa de la democracia y los derechos humanos, así como en el respeto a la libertad religiosa y el renacimiento del Islam en la sociedad uzbeka.
El día de las elecciones los resultados preliminares difundidos por las autoridades electorales anticiparon una contienda cerrada, pero el boletín oficial publicado declaró un triunfo abrumador para Karimov con el 87,14 % de los votos válidamente emitidos contra el 12,49 % de Solih, mientras que un 0,37 % votó «contra todos», garantizando la elección de Karimov para un mandato completo como presidente. Karimov se impuso por aplastante margen en once de las doce regiones del país, mientras que Solih solo se impuso en su provincia natal, Corasmia. La oposición rechazó los resultados, denunciando que se había cometido un fraude electoral. Mientras que observadores independientes estimaron como posible un triunfo de Solih, el mismo Solih reconoció que creía personalmente haber perdido, pero por un margen menos holgado, y cuestionó el proceso electoral como injusto en todos sus aspectos.  Los intentos de la oposición de realizar protestas contra el resultado fueron duramente reprimidos por la policía.
Fue la única elección en la que un presidente uzbeko enfrentó un oponente considerado como genuinamente opositor. En los años siguientes el régimen de Karimov continuaría concentrando el poder en sus manos hasta criminalizar a la mayor parte de los partidos opositores. Desde entonces, se ha considerado que todas las elecciones han presentado solo «candidatos simbólicos» de la oposición. Karimov vería su mandato extendido por un referéndum en 1995 y gobernaría hasta su muerte en 2016.

## Antecedentes

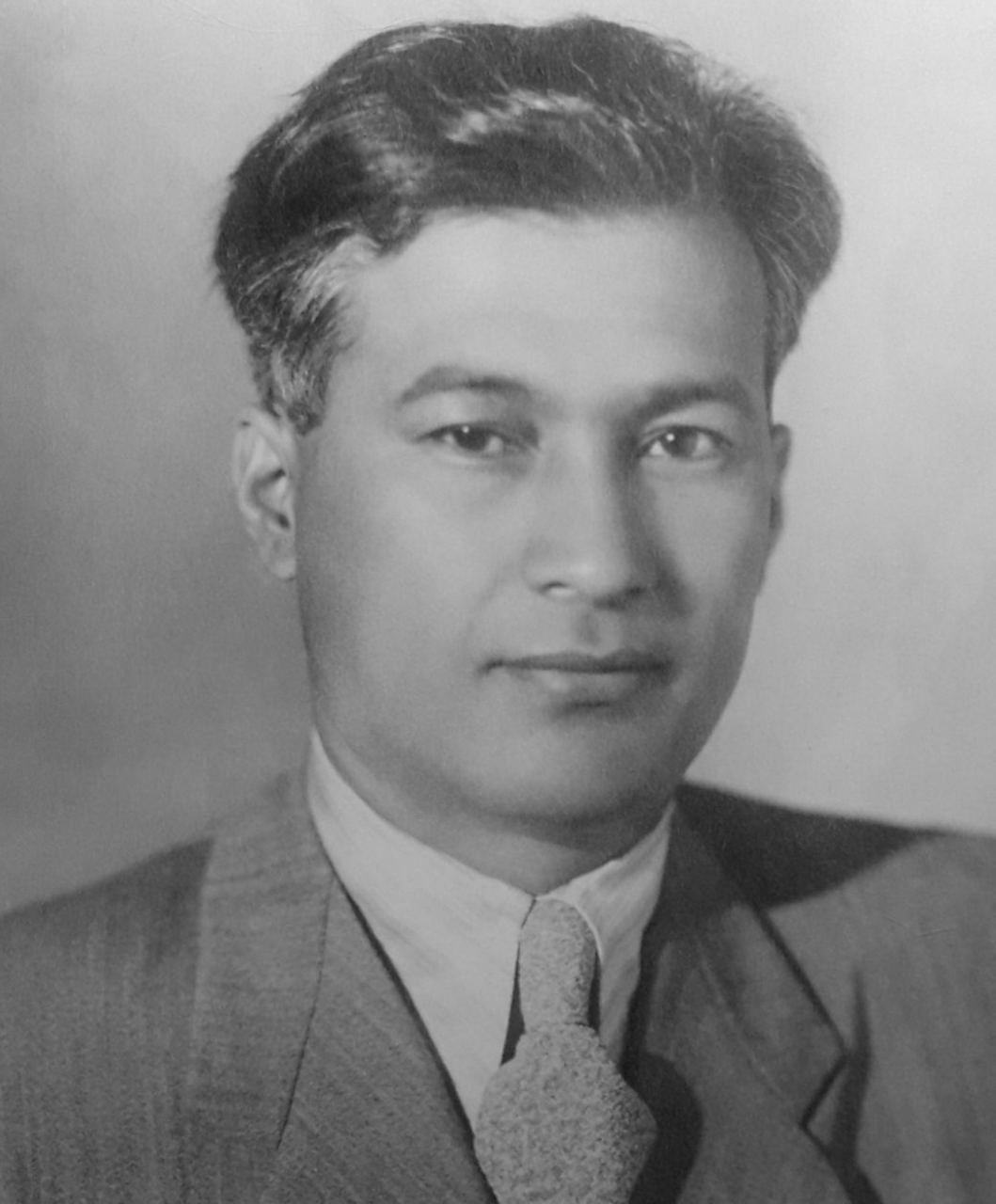
El período soviético en Uzbekistán estuvo dominado por el liderazgo de Sharof Rashídov (1959-1983).

La República Socialista Soviética de Uzbekistán como entidad política fue creada en 1924 durante un proceso de delimitación realizado por el régimen soviético con sede central en Moscú para dividir Asia Central en unidades étnico-administrativas bajo control del Partido Comunista. Durante este período, el país estuvo gobernado por una élite local subordinada al PCUS, sin experiencia en democracia ni participación política abierta. El Islam (religión mayoritaria en la república) fue duramente reprimido, la sociedad se mantuvo fuertemente tradicional y agraria, y el poder se concentró en redes clientelares y regionales. Previo a la toma de poder soviética, Uzbekistán había sido un epicentro clave para la civilización islámica, con ciudades como Bujará, Samarcanda y Jiva que funcionaron durante siglos como núcleos del saber religioso, místico y jurídico en el mundo musulmán. Debido a esta fuerte identificación de la religión como parte del sentimiento nacional uzbeko, el Islam sobrevivió como factor movilizante en el Uzbekistán soviético mucho más que en cualquier otra república del Asia Central, con excepción quizás del Tayikistán fronterizo con Afganistán, y continuó practicándose en espacios privados o semiocultos, a menudo vinculado a estructuras familiares o rurales que escapaban del control total del Estado.
A partir de 1959, el período soviético en Uzbekistán estuvo marcado por el liderazgo local de Sharof Rashídov. Beneficiado por sus estrechos vínculos con el líder soviético Leonid Brézhnev, Rashídov consolidó su poder local y logró que Uzbekistán gozara de una autonomía relativa sin comparación con respecto a otras república soviéticas. Se favoreció la industrialización y se construyeron grandes obras de infraestructura, como el metro de Taskent. Sin embargo, el período de Rashídov estuvo también marcado por la corrupción rampante y la represión contra los elementos de la burocracia que buscaron investigarla. Ante las órdenes de Moscú de cultivar cantidades cada vez mayores de algodón (de cuya producción dependía la economía local), el gobierno de Rashídov respondió con estadísticas infladas artificialmente sobre el crecimiento de las tierras irrigadas y cosechadas, alardeando de mejoras récord en la producción y la eficiencia. Sin embargo, existía una enorme disparidad entre la cantidad de algodón que Uzbekistán afirmaba producir y la que realmente producía. El enorme impulso de Moscú para aumentar la producción de algodón contribuyó enormemente a la devastación ecológica que sufrió la república, especialmente la región de Karakalpakstán tras el drenaje del Mar de Aral. La muerte de Brézhnev en 1982 y su reemplazo por Yuri Andrópov (que tenía mala relación con Rashídov) llevó a que el escándalo fuese investigado y que tomara un inusual estado público. Rashído falleció en 1983 y fue sucedido por Inomdzhon Usmonxojáyev, que se ocupó de gestionar el desmantelamiento de la «mafia del algodón».
A mediados de la década de 1980, la Unión Soviética vio el advenimiento de las reformas de la Perestroika y la Glasnost bajo el liderazgo de Mijaíl Gorbachov, que coincidieron con la administración de Rafik Nishánov en el control del Partido Comunista de Uzbekistán a partir de 1986. Sin embargo, la élite local del partido en Uzbekistán (mayormente conservadora) tenía poco interés en la reforma y las políticas de Gorbachov fueron aplicadas solo de forma superficial o parcial. Nishánov, aunque alineado formalmente con las directrices de Moscú, procuró limitar los efectos de las reformas para preservar el control del aparato partidario local. Se permitió una leve ampliación del debate público, particularmente en temas ambientales como la catástrofe del mar de Aral o los debates sobre la corrupción como en el caso del escándalo del algodón, y comenzaron a surgir manifestaciones culturales y sociales más críticas, como el movimiento nacionalista uzbeko Birlik («Unidad»). Aún así, para cuando la Unión Soviética entró en fase de disolución y al igual que el resto de los países de Asia Central, los uzbekos llevaban varios siglos sin conocer un Estado independiente propiamente dicho, el Estado uzbeko debía su existiencia a la delimitación territorial durante el régimen soviético y la gran mayoría de su población no tenía experiencia en cuestiones como la democracia liberal y el Estado de derecho.
En 1989 Nishánov fue elegido presidente del Sóviet de las Nacionalidades, lo que llevó a que fuese reemplazado por Islom Karimov como líder del Partido Comunista de Uzbekistán. Karimov asumió en un contexto complicado, con los enfrentamientos étnicos, religiosos y nacionalistas empezando a generar inestabilidad, particularmente en la región de Ferganá. El 24 de marzo de 1990, Karimov fue elegido primer presidente de la República por el Soviet Supremo de Uzbekistán en el marco de las reformas que separaron al Partido Comunista del Estado soviético. En general descrito como un conservador opuesto a las reformas, Karimov respaldó el intento de golpe de Estado contra Gorbachov realizado en agosto de 1991. Siete días después del fracaso golpista, ante la inevitabilidad del desplome del Estado soviético, Karimov declaró la independencia de la República de Uzbekistán, y el 1 de septiembre de 1991 fue juramentado como presidente del nuevo Estado. Con el fin de garantizar el reconocimiento internacional, programó elecciones presidenciales y un referéndum sobre la independencia para el 29 de diciembre. De todas formas, el 25 de diciembre (cuatro días antes de la votación), Gorbachov dimitió y la Unión Soviética se consideró formalmente disuelta.

## Sistema electoral
Los comicios se realizaron bajo la constitución adoptada con la independencia y una Ley Electoral aprobada el 18 de noviembre de 1991 y que se hizo pública el 23 de noviembre, tan solo cinco semanas antes de la elección. Bajo las disposiciones constitucionales vigentes, Uzbekistán sería una república presidencial y una democracia representativa. El presidente de la República, jefe de Estado y gobierno, sería elegido por voto popular y directo para un mandato de cinco años. Los requisitos para ser candidato presidencial incluían ser ciudadano de la República de Uzbekistán, no menor de treinta y cinco años, dominar el idioma uzbeko y residir permanentemente en el territorio de Uzbekistán al menos diez años antes de su postulación, que debía ser por medio de un partido político legalmente registrado. Para ser elegido presidente en primera vuelta un candidato debía obtener más del 50 % de los votos válidamente emitidos y en caso de que ningún candidato alcanzara la cantidad requerida, se realizaría una segunda vuelta electoral entre los dos candidatos más votados, en las que el postulante que recibiera más votos resultaría electo. Todos los ciudadanos uzbekos mayores de dieciocho años tendrían derecho a voto, con excepción de los presos sentenciados debidamente por un tribunal y aquellos declarados mentalmente incompetentes.
Los comicios serían administrados por la recién creada Comisión Electoral Central (CEC), la cual nominalmente debía ser independiente. La CEC operó bajo una apariencia legalista pero los observadores reportaron que desde un principio evidenció un fuerte sesgo a favor del oficialismo. Aunque la ley electoral exigía incluir a representantes de partidos y movimientos sociales en su conformación, en la práctica no se incorporó a miembros de la oposición. La CEC supervisó tanto las comisiones regionales como unas 7.000 mesas locales, y fue responsable de asignar equitativamente los fondos de campaña, aunque la oposición denunció una distribución desigual.

## Partidos participantes

### Oficialismo

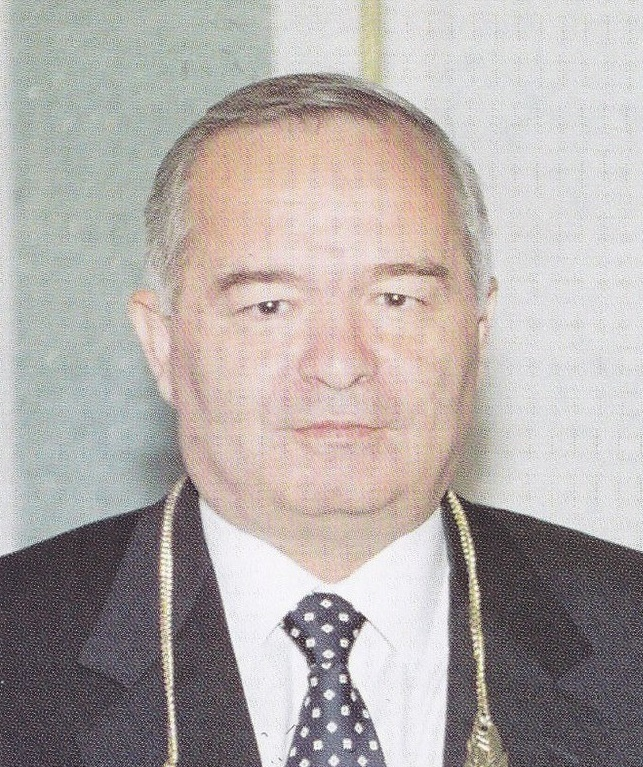
Islom Karimov, presidente titular.

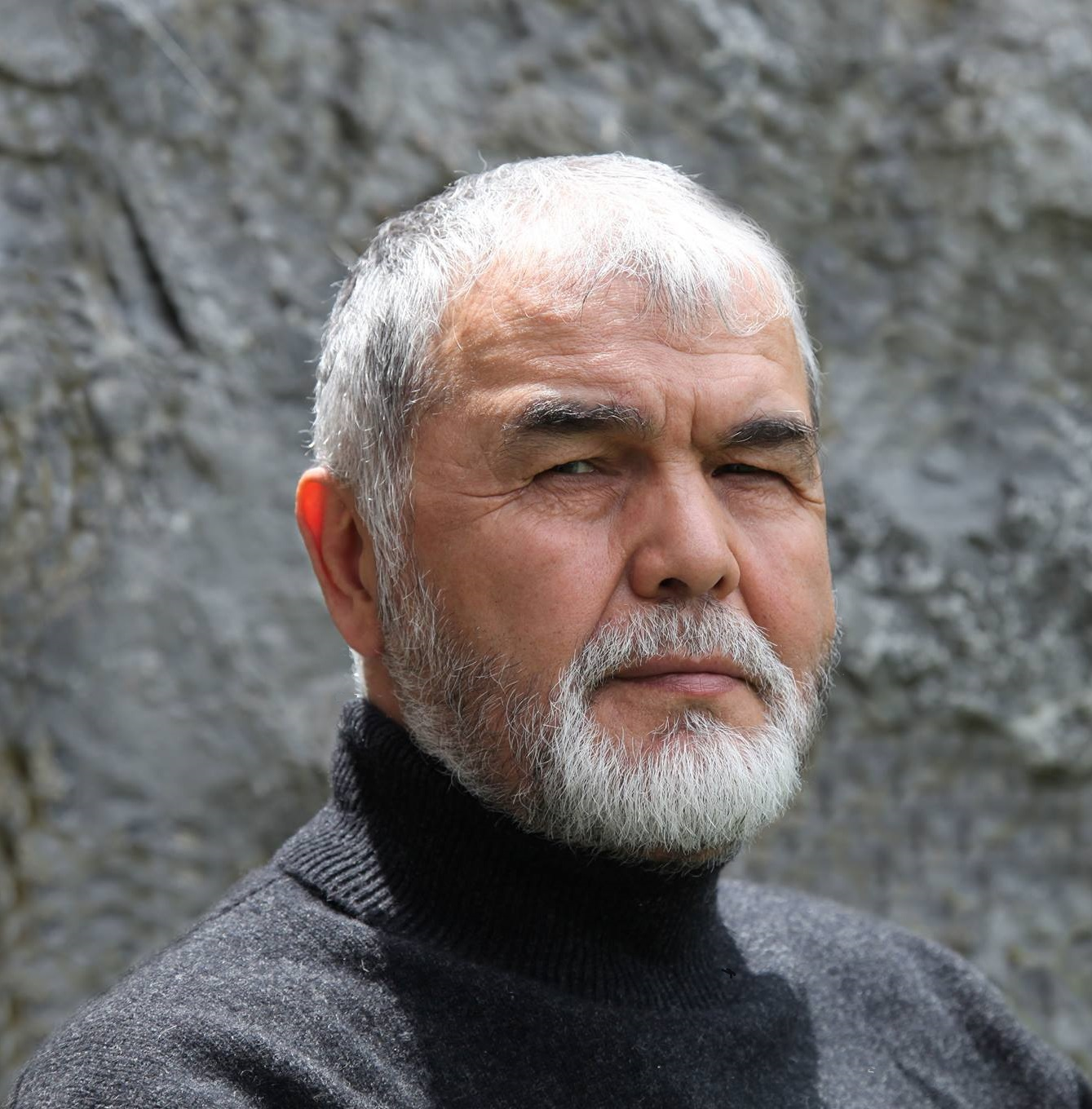
Mohamed Solih permanece hasta la fecha como el único opositor genuino en contender por la presidencia uzbeka.

Poco después de la intentona golpista de agosto, Boris Yeltsin prohibió la actividad del Partido Comunista de la Unión Soviética en Rusia, lo que motivó a otras repúblicas soviéticas a hacer lo mismo. Dos semanas después de la independencia, el Partido Comunista de Uzbekistán, liderado por Karimov, anunció el 14 de septiembre de 1991 su separación formal del Partido Comunista soviético. El partido continuó existiendo en la prática y comenzó a discutirse la construcción de un nuevo «Partido de Estado» que lo reemplazara. En octubre de 1991, los remanentes del Partido Comunista se refundaron como Partido Democrático Popular de Uzbekistán o XDP, el cual obtuvo su registro legal el 1 de noviembre como un partido político más en el marco de un sistema multipartidista. Aunque tanto la continuidad en la presidencia de Karimov como la independencia de Uzbekistán se consideraban aseguradas tras el fracaso del Golpe de Agosto, Karimov convocó a elecciones presidenciales directas y al referéndum sobre la independencia para el 29 de diciembre con el objetivo de reforzar su autoridad y asumir mayor legitimidad frente al creciente ascenso de la oposición dentro y fuera del país. Para entonces, la mayoría de los vecinos del Asia Central habían realizado al menos un referéndum sobre la presidencia en ejercicio. Tras la fundación del XDP, este registró al presidente Islom Karimov como líder y candidato presidencial, contando este además con el respaldo legal de la Unión de Sindicatos nacional.
Casi la totalidad de la estructura del XDP estaba compuesta por vestigios del Partido Comunista. Como tal, este nuevo partido mantuvo el control del Estado, del Parlamento y de los medios de comunicación, y sirvió para canalizar la continuidad del poder bajo una fachada renovada. El PDP se estructuró desde arriba, aprovechando las redes clientelares, sindicales y administrativas heredadas de la era soviética, y presentó a Karimov como el garante del orden, la estabilidad y la transición disciplinada hacia la independencia. A pesar del cambio nominal y de un lenguaje nacionalista moderado, el partido seguía funcionando como una maquinaria de control, cerrando el paso a cualquier desafío real al poder establecido.

### Oposición
La falta de una experiencia previa en el manejo de una democracia liberal así como un ambiente hostil al disenso dificultaron el surgimiento de grupos opositores en el país. La oposición en Uzbekistán a comienzos de los años noventa estuvo encabezada principalmente por dos grupos: Birlik y ERK. Birlik (o «Unidad»), fundado en 1989, surgió como un movimiento cívico amplio con fuerte base intelectual y académica, centrado en la defensa del idioma uzbeko, la conciencia nacional y la denuncia de los desastres ecológicos, especialmente el colapso del mar de Aral. Su líder más destacado fue Abdurrahim Pulatov. Aunque había sido tolerado durante el período previo a la disolución de la Unión y la independencia de Uzbekistán, en cuanto Karimov obtuvo el control total del Estado el movimiento fue duramente reprimido: sus oficinas fueron cerradas, sus mítines prohibidos y sus intentos de registrarse como partido político bloqueados hasta último momento. Aunque finalmente fue legalizado como "movimiento" en noviembre de 1991 y se le impidió presentar a Pulatov como candidato presidencial mediante requisitos imposibles de cumplir.
Por su parte, el Partido Democrático de la Libertad o ERK (cuyo significado es «Libertad» o «Voluntad») fue fundado en 1990 por el escritor y poeta Mohamed Solih y otros antiguos miembros de Birlik (principalmente en el marco de un conflicto de liderazgo con Pulatov) y buscaban una vía de integración institucional en el marco legal. Solih, junto con otros miembros, consideraba que Birlik adoptaba tácticas demasiado radicales e improvisadas frente a un régimen aún profundamente autoritario y apostaba por una oposición más institucional y pragmática, capaz de competir electoralmente dentro del sistema, aunque este fuera restrictivo. ERK logró registrarse como partido político (la primera formación opositora en conseguirlo en la historia de Uzbekistán) y presentar a Solih como candidato, convirtiéndose en la única oposición legal en la contienda. Su programa combinaba democratización, respeto a los derechos civiles y transición a una economía de mercado. A pesar de su registro oficial, ERK enfrentaría una campaña desigual, sin acceso real a los medios ni garantías de fiscalización en las urnas, y muchos de sus partidarios fueron intimidados por la policía.
En un plano opositor más marginal, también existía el Partido del Renacimiento Islámico, ilegal y clandestino, que comenzaba a ganar influencia en zonas rurales, especialmente en el Valle de Ferganá, aunque sus vínculos con los partidos laicos eran tensos o nulos (durante una manifestación en Ferganá, incluso, su liderazgo había exigido la criminalización de todos los partidos como «antimusulmanes»). En conjunto, la oposición estaba fragmentada, desarticulada y enfrentaba un aparato estatal que aún operaba con lógicas autoritarias soviéticas.

## Campaña
La campaña electoral fue descrita como una «batalla cultural» para definir el carácter del Uzbekistán postsoviético, enfocada a cuestiones concretas como economía y seguridad, así como temas más abstractos como el nacionalismo y el papel del Islam en la vida cultural del país. Aunque las restricciones y el autoritarismo creciente del gobierno limitaron en grado sumo el margen de la oposición para hacer campaña, el ambiente previo a los comicios se consideró relativamente libre (sobre todo respecto al período comunista y también respecto al período posterior) y esto permitió un nivel de debate público sin precedentes en la historia uzbeka.
El presidente Islom Karimov centró su campaña en presentarse como garante del orden, la estabilidad y la soberanía nacional en un momento de incertidumbre tras el colapso soviético. Su discurso giró en gran medida respecto al que había sostenido antes del Golpe de Agosto, pues previamente se había opuesto a la independencia. Utilizó un estilo tecnocrático y paternalista, apoyado en el control casi total de los medios de comunicación y del aparato estatal. Buena parte de su estrategia consistió en apropiarse de símbolos nacionalistas, como la recuperación de figuras históricas uzbekas y la exaltación del Islam cultural, para neutralizar a las figuras ultranacionalistas o islamistas radicales de la oposición, al tiempo que proponía una independencia gradual, sin rupturas abruptas ni reformas económicas drásticas. Con la intención de ganarse al público nacionalista, Karimov indultó a los implicados en el escándalo del algodón y rehabilitó la figura de Sharof Rashídov (asociado generalmente con la corrupción local) como un «héroe local» que había garantizado la autonomía relativa del país y había sido difamado por «enfrentarse al régimen central» de Moscú. Con un discurso de continuidad y seguridad, intentó presentarse como una opción moderada frente a la agitación política que promovían varios de sus opositores, cooptando parte de sus demandas para atraer votantes indecisos pero a la vez planteándose como una figura estabilizadora. Karimov prometió respetar el papel del Islam en la vida cultural uzbeka, pero propuso numerosas restricciones, como una jerarquía clerical subordinada al Estado y la represión de cualquier islamismo independiente, buscando explotar el pánico por la cercana situación en Afganistán. En el campo económico, Karimov advirtió contra una privatización masiva e inmediata de las empresas estatales, afirmando que esto podía conducir al caos, y propuso conservar buena parte del control estatal sobre la economía.
Por su parte, el opositor Mohamed Solih intentó representar una alternativa democrática y rupturista frente a lo que denunció como un «continuismo autoritario» de Karimov. Centró su discurso en la independencia plena e inmediata de Uzbekistán, la instauración de un sistema democrático con elecciones libres y derechos civiles, la instauración de una economía de libre mercado en forma inmediata y la defensa de la libertad religiosa sin caer en el islamismo político. Su campaña, limitada por la represión estatal y la censura mediática, apeló principalmente a jóvenes, estudiantes e intelectuales urbanos, usando un estilo directo y militante. A pesar de su carisma y del apoyo popular en ciertos sectores, enfrentó condiciones profundamente desiguales y una maquinaria oficial que restringió su capacidad de competir en igualdad de condiciones. El aparato policial del Estado buscó frustrar en gran medida sus posibilidades de realizar campaña públicamente, y solo tuvo acceso a quince minutos al aire en la televisión nacional, de los cuales los censores oficiales cortaron dos minutos. Otro problema que enfrentó Solih fue la percepción por parte de los grupos opositores más reprimidos y criminalizados de que su candidatura no era seria, y que se le había permitido presentarse con el único propósito de mostrar un «disenso controlado» de cara a las elecciones. Aunque los militantes del partido ERK pudieron tener una relación colaborativa con el movimiento Birlik (que en regiones como Samarcanda colaboró con la campaña de Solih al admitir que era la única opción viable), el respaldo de los grupos islamistas (por entonces las entidades opositoras más movilizadas) fue casi nulo.

## Resultados

### Nivel general
Los observadores independientes y activistas opositores denunciaron que la jornada electoral estuvo plagada de irregularidades de todo tipo, a pesar de lo cual se observó una alta participación. Por la tarde del día de las elecciones la Comisión Electoral Central difundió resultados preliminares que ponían a Karimov a la cabeza con un 40 % de los votos contra el 30 % de Solih y otro 30 % por la opción «contra todos», lo que en teoría hubiera implicado la necesidad de una segunda vuelta electoral entre Karimov y Solih. Sin embargo, tan solo unas horas más tarde los medios de comunicación estatales emitieron un boletín afirmando que los resultados difundidos por el ente electoral eran «precipitados y erróneos» y que en realidad Karimov aventajaba a Solih por un amplio margen, el suficiente para resultar electo presidente en primera vuelta. En respuesta, la Comisión Electoral Central solicitó esperar hasta el día siguiente para conocer los resultados oficiales definitivos de las elecciones. Al día siguiente, el ente electoral difundió el boletín oficial proclamando un triunfo abrumador para Karimov con un 87,1 % de los votos contra el 12,5 % de Solih, reportando además una concurrencia del 94,2 % de los electores registrados.
|  | 87.14 % |

|  | 12.49 % |

|  | 0.37 % |

|  | 98.69 % |

|  | 1.31 % |

|  | 100.00 % |

|  | 94.16 % |

### Resultados por provincia
| Provincia            | Islom Karimov (XDP) | Islom Karimov (XDP) | Mohamed Solih (ERK) | Mohamed Solih (ERK) | Contra todos | Contra todos | Votos válidos | Votos nulos | Total de votos | Registrados/ Participación | Registrados/ Participación |
| Provincia            | Votos               | %                   | Votos               | %                   | Votos        | %            | Votos válidos | Votos nulos | Total de votos | Registrados/ Participación | Registrados/ Participación |
| -------------------- | ------------------- | ------------------- | ------------------- | ------------------- | ------------ | ------------ | ------------- | ----------- | -------------- | -------------------------- | -------------------------- |
| Ciudad de Taskent    | 1,028,637           | 92.13 %             | 85,827              | 7.69 %              | 1,999        | 0.18 %       | 1,116,463     | 21,506      | 1,137,969      | 1,273,875                  | 89.33 %                    |
| Andijon              | 799,960             | 91.30 %             | 73,874              | 8.43 %              | 2,366        | 0.27 %       | 876,200       | 10,461      | 886,661        | 929,535                    | 95.39 %                    |
| Bujará               | 686,292             | 87.39 %             | 93,034              | 11.85 %             | 5,960        | 0.76 %       | 785,286       | 11,009      | 796,295        | 861,129                    | 92.47 %                    |
| Ferganá              | 941,522             | 88.56 %             | 118,498             | 11.14 %             | 3,150        | 0.30 %       | 1,063,170     | 16,015      | 1,079,185      | 1,164,643                  | 92.66 %                    |
| Yizaj                | 324,937             | 92.58 %             | 25,441              | 7.25 %              | 588          | 0.17 %       | 350,966       | 2,764       | 353,730        | 364,474                    | 97.05 %                    |
| Namangán             | 665,832             | 89.69 %             | 72,428              | 9.76 %              | 4,121        | 0.55 %       | 742,381       | 9,786       | 752,167        | 780,244                    | 96.40 %                    |
| Kashkadar            | 597,184             | 80.46 %             | 141,784             | 19.11 %             | 3,219        | 0.43 %       | 742,187       | 11,509      | 753,696        | 787,260                    | 95.74 %                    |
| Samarcanda           | 1,004,903           | 90.37 %             | 104,700             | 9.42 %              | 2,313        | 0.21 %       | 1,111,916     | 9,410       | 1,121,326      | 1,170,755                  | 95.78 %                    |
| Sir Daria            | 264,783             | 94.61 %             | 14,996              | 5.36 %              | 93           | 0.03 %       | 279,872       | 1,597       | 281,469        | 288,034                    | 97.72 %                    |
| Surjandaria          | 510,174             | 87.35 %             | 71,561              | 12.25 %             | 2,294        | 0.40 %       | 584,029       | 6,205       | 590,234        | 621,038                    | 95.04 %                    |
| Taskent              | 997,387             | 93.88 %             | 63,899              | 6.01 %              | 1,150        | 0.11 %       | 1,062,436     | 14,702      | 1,077,138      | 1,153,393                  | 93.39 %                    |
| Corasmia             | 193,346             | 40.51 %             | 276,404             | 57.91 %             | 7,557        | 1.58 %       | 477,307       | 8,227       | 485,534        | 518,154                    | 93.70 %                    |
| Karakalpakistán      | 499,179             | 86.23 %             | 78,028              | 13.48 %             | 1,715        | 0.29 %       | 578,922       | 6,632       | 585,554        | 602,452                    | 97.20 %                    |
| Total                | 8.514.136           | 87.14 %             | 1,220,474           | 12.49 %             | 36,525       | 0.37 %       | 9,771,135     | 129,823     | 9,900,958      | 10,515,066                 | 94.16 %                    |
| Fuente: Nohlen et al |                     |                     |                     |                     |              |              |               |             |                |                            |                            |